# Nigel Williams
Nigel Reuben Rook Williams (15 de julio de 1944 - 21 de abril de 1992) fue un conservador inglés y experto en restauración de cerámica y vidrio. Desde 1961 hasta su muerte trabajó en el Museo Británico, donde se convirtió en Conservador Jefe de Cerámica y Vidrio en 1983. Allí su trabajo incluyó las exitosas restauraciones del casco Sutton Hoo y el Jarrón Portland.
Williams se incorporó como asistente a los 16 años y pasó toda su carrera y la mayor parte de su vida en el Museo Británico. Fue una de las primeras personas en estudiar conservación, aún no reconocida como profesión, y desde temprana edad se le asignó la responsabilidad de objetos de alto perfil. En la década de 1960, ayudó con la reexcavación del entierro del barco Sutton Hoo, y entre los veinte y los veinte años conservó muchos de los objetos encontrados allí: sobre todo el casco Sutton Hoo, que ocupó un año de su tiempo. . También reconstruyó otros objetos del hallazgo, incluido el escudo, los cuernos para beber y las botellas de madera de arce.
La "pasión permanente de su vida" era la cerámica, y las décadas de 1970 y 1980 le dieron a Williams amplias oportunidades en ese campo. Después de que se encontraron casi 31.000 fragmentos de jarrones griegos destrozados en 1974 en medio de los restos del HMS Colossus, Williams se puso a trabajar para unirlos. El proceso fue televisado y lo convirtió en una personalidad televisiva. Una década más tarde, en 1988 y 1989, el mayor logro de Williams llegó cuando desarmó el jarrón Portland, uno de los objetos de vidrio más famosos del mundo, y lo volvió a armar. La reconstrucción fue nuevamente televisada para un programa de la BBC y, al igual que con el casco Sutton Hoo, tardó casi un año en completarse.
Williams murió a los 47 años de un ataque al corazón mientras estaba en Aqaba, Jordania, donde trabajaba en una excavación del Museo Británico. El grupo de Cerámica y Vidrio del Instituto de Conservación otorga un premio bienal en su honor, reconociendo sus importantes contribuciones en el campo de la conservación.

## Primeros años
Nigel Williams nació el 15 de julio de 1944 en Surrey, Inglaterra. Su educación inicial fue interrumpida por la fiebre reumática y retrasada por la dislexia, pero siguió estudiando platería y diseño de metales en la Escuela Central de Artes y Oficios. Allí se destacó. La escuela lo recomendó al Museo Británico, que lo reclutó en 1961 para trabajar como asistente del Departamento de Antigüedades Británicas y Medievales. La conservación no era una profesión reconocida en ese momento, y Williams se convirtió en el segundo miembro del museo en estudiar el campo en un curso a tiempo parcial de tres años en el Instituto de Arqueología del University College London.

## En el Museo Británico
Después de unirse al Museo Británico en 1961 y estudiar conservación, Williams trabajó en una amplia variedad de antigüedades. Conservó metales (incluidos relojes y relojes), vidrio, piedra, marfil, madera y varios otros materiales orgánicos, pero más que nada trabajó con cerámica, que se convirtió en "la pasión permanente de su vida". Williams también demostró ser hábil para trabajar con hallazgos arqueológicos; entre otras tareas, se encargó de levantar de la tierra un horno de azulejos medieval y un mosaico romano, probablemente el mosaico de Hinton St Mary, que se cree que es una de las primeras representaciones conocidas de Cristo. Su obra más significativa se produjo al principio y al final de su vida profesional, con sus reconstrucciones del casco Sutton Hoo y el Portland Vase. Entre estos logros, Williams también reconstruyó los casi 31.000 fragmentos de jarrones griegos encontrados en los restos del naufragio del HMS Colossus (1787), y en 1983 fue ascendido a Conservador Jefe de Cerámica y Vidrio, cargo que ocupó hasta su muerte.

### Sutton Hoo
El primer gran éxito de Williams se produjo durante la reexcavación del entierro del barco Sutton Hoo de 1965 a 1970. En 1966 fue nombrado conservador de los hallazgos de Sutton Hoo, y en el verano de 1967 ayudó con el moldeado de la impresión del barco. El verano siguiente, los moldes se volvieron a ensamblar en un almacén y se hizo una réplica de fibra de vidrio. El proceso fue más peligroso de lo que se sabía entonces y dejó a Williams alérgico al estireno por el resto de su vida.

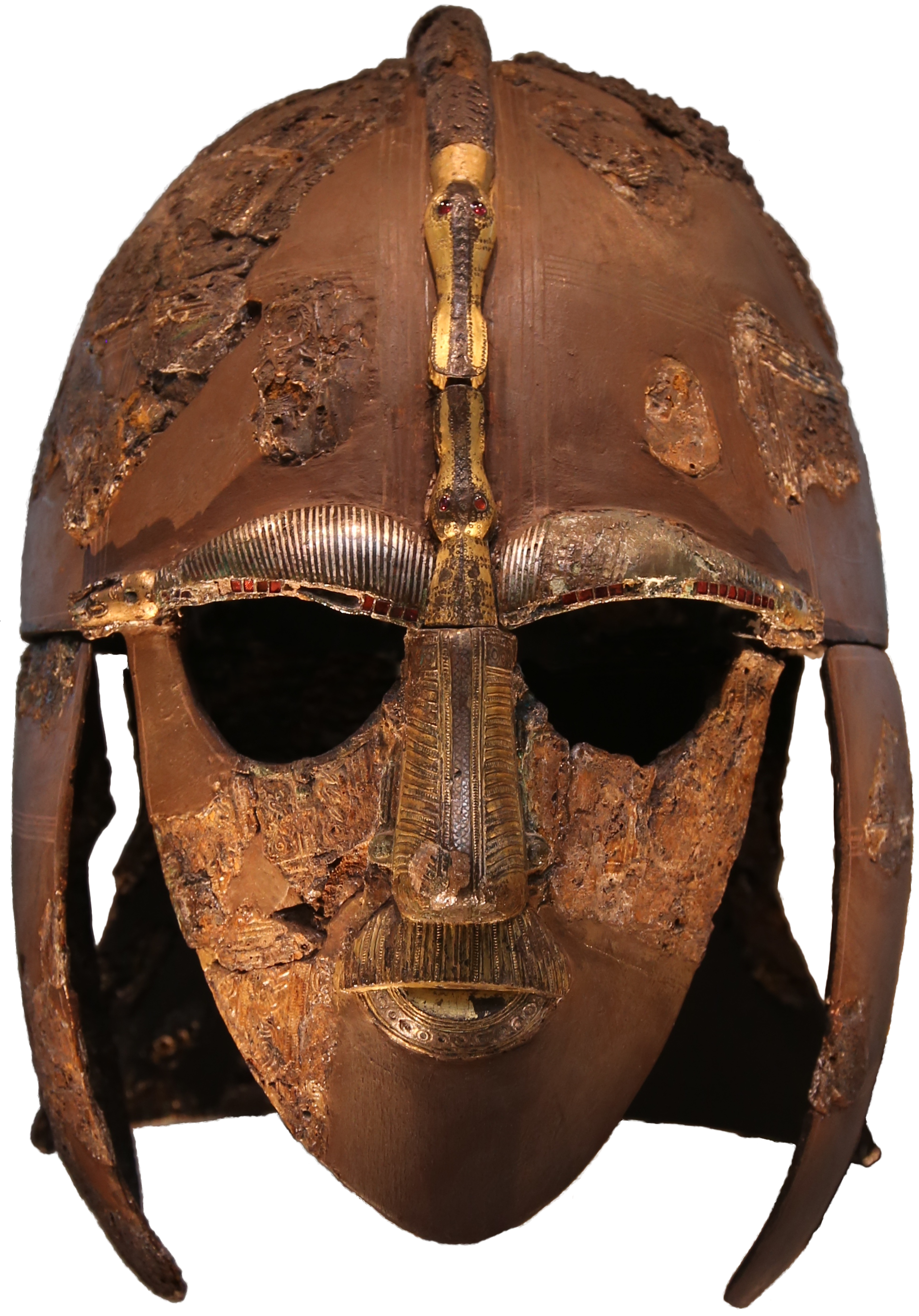
Yelmo de Sutton Hoo

En 1968, cuando la reexcavación en Sutton Hoo llegó a su fin y con problemas aparentes en las reconstrucciones de varios de los hallazgos, Williams se puso a cargo de un equipo encargado de su conservación continua. En esta capacidad conservó muchos de los objetos, principalmente entre ellos el casco, el escudo, los cuernos para beber, las botellas de madera de arce, las tinas y los cubos. Los colegas de Williams en el museo llamaron al casco Sutton Hoo su "pièce de résistance"; el artefacto icónico del descubrimiento arqueológico más famoso de Inglaterra, había sido restaurado previamente en 1945-1946 por Herbert Maryon. Williams desarmó esta reconstrucción y, de 1970 a 1971, pasó dieciocho meses y un año completo de trabajo reorganizando los más de 500 fragmentos. No se tomaron fotografías de los fragmentos in situ durante la excavación original en 1939, ni se registraron sus posiciones relativas. Como dijo Rupert Bruce-Mitford, quien supervisó el trabajo, la tarea de Williams "se redujo así a un rompecabezas sin ningún tipo de imagen en la tapa de la caja" y, "como resultó, una gran cantidad de las piezas que faltan": apropiado para Williams, quien hizo rompecabezas para relajarse. Inaugurada el 2 de noviembre de 1971, la nueva reconstrucción fue recibida con elogios universales. Fue publicado al año siguiente por Bruce-Mitford y póstumamente por Williams en 1992.

### HMSColossus
En un precursor del trabajo que haría en el jarrón de Portland, la década de 1970 vio a Nigel Williams reconstruyendo fragmentos de jarrones griegos destrozados. El hundimiento del HMS Colossus en 1798 se había llevado consigo parte de la segunda colección de jarrones de Sir William Hamilton, donde permaneció en pedazos durante los siguientes 200 años. Una operación de salvamento posterior al descubrimiento de los restos del naufragio en 1974 desenterró unos 30.935 fragmentos, y cuando fueron adquiridos por el Museo Británico, Williams se puso a trabajar para reconstruirlos. Este esfuerzo fue ayudado por los dibujos de los jarrones del siglo XVIII de Tischbein y mostrados en televisión, donde el talento instintivo de Williams lo convirtió en una personalidad televisiva."Trabajaba como si estuviera solo, y muchas personas recuerdan el momento en el programa Chronicle resultante cuando pronunció una palabra de cuatro letras mientras una de sus restauraciones parcialmente terminadas se desmoronaba ante las cámaras". En 1978, Williams y su equipo restauraron siete jarrones, en su totalidad o en parte, para una exposición en el museo junto con el 11º Congreso Internacional de Arqueología Clásica. Los otros jarrones generalmente no tenían suficientes piezas restantes para permitir reconstrucciones completas, aunque finalmente se identificaron 115 ejemplos individuales.

### Vasija de Portland

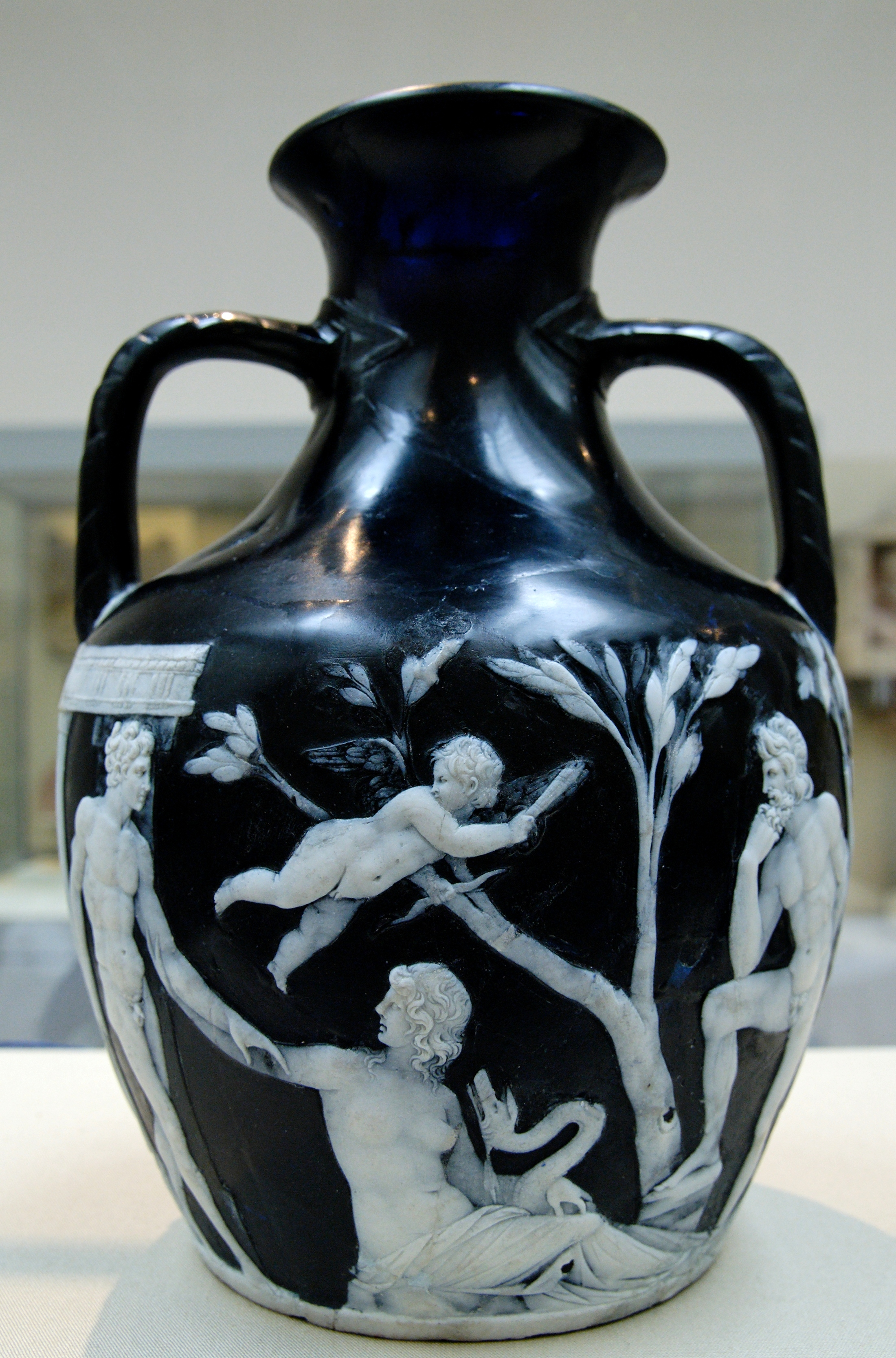
Vasija de Portland

El mayor logro de la carrera de Williams, escribió su colega del museo Kenneth Painter, fue su restauración de 1988-1989 del Portland Vase. Considerado como "probablemente el objeto de vidrio más famoso del mundo" por el Journal of Glass Studies, el jarrón es "una obra maestra del camafeo romano". Registrado por primera vez entre 1600 y 1601, el jarrón data de alrededor del 30 al 20 a. C., o poco después. Se exhibió en el Museo Británico en 1810 y luego fue aplastado intencionalmente en 1845 por un joven que admitió haber "cometido en la intemperancia durante una semana antes". Fue restaurado el mismo año por John Doubleday, y luego nuevamente en 1948-1949 por J. W. R. Axtell. Para 1988, el adhesivo utilizado se había amarilleado y debilitado, y Williams se encargó, junto con su asistente, Sandra Smith, de restaurar el jarrón por tercera vez.
Con la filmación de la Unidad de Historia y Arqueología de la BBC, Williams comenzó la restauración del jarrón en junio de 1988. Deconstruyó el jarrón envolviéndolo por dentro y por fuera con papel secante y dejándolo reposar en un desecador de vidrio inyectado con solventes durante tres días, dejándolo en 189 piezas. Después de retirar los restos del adhesivo antiguo y limpiar los fragmentos, Williams utilizó un adhesivo epoxi, Hxtal NYL, junto con una resina acrílica para unir las piezas. Aunque intentaron evitar los llamados trap-outs, donde la colocación de un fragmento impide que el siguiente encaje, Williams y Smith se fueron para la Navidad de 1988 por temor a tener que desmontar el trabajo de seis meses para encajar los últimos fragmentos. Estos temores resultaron infundados: pasaron unas semanas más trabajando en la mitad superior del jarrón y las piezas finales se unieron perfectamente. Al final de nueve meses de trabajo, solo quedaban 17 minúsculos fragmentos sin colocar, en lugar de los 34 que se omitieron en la restauración anterior. Después de rellenar las grietas con resina de color, Williams dio su veredicto: "Está bien... arruinó mi Navidad".

## Vida personal
Durante 20 años, Williams vivió con su pareja Myrtle Bruce-Mitford, la hija de su colega Rupert Bruce-Mitford. También contribuyó a los hallazgos de Sutton Hoo, siendo contratada por el Museo Británico para trabajar en los restos de la lira y siendo coautora de un artículo con su padre. Además, revisó y publicó la segunda edición del texto de Williams Porcelain: Repair and Restoration, en el que había estado trabajando en el momento de su muerte.

## Muerte y legado
Nigel Williams murió de un ataque al corazón el 21 de abril de 1992, a la edad de 47 años. Acababa de llegar a Aqaba, Jordania, y estaba tomando un descanso en la playa de su trabajo como conservador en el sitio de una excavación del Museo Británico en Dile a es-Sa'idiyeh. Aunque su muerte llegó temprano, Williams, como escribió Painter, "hizo una gran contribución al arte y la ciencia de la conservación, al registro arqueológico y a la preservación de grandes colecciones, y sobre todo a la apreciación y comprensión del pasado por parte del público."
El grupo de Cerámica y Vidrio del Instituto de Conservación otorga el Premio bienal Nigel Williams tanto en memoria de su trabajo como en el fomento de altos estándares para aquellos en la profesión de la conservación. Tomando nota de los aspectos más destacados de la carrera de Williams, y "que para la mayoría de los conservadores de hoy en día las oportunidades de conservar o restaurar objetos de alto perfil como el jarrón de Portland son raras", el Instituto otorga el premio "tanto con un espíritu de aliento como en ese sentido". De sana competencia, reconociendo el valor de la práctica profesional constante y cotidiana”. El panel de jueces de tres miembros está encabezado por Sandra Smith, quien restauró el Portland Vase con Williams mientras estaba en el Museo Británico; junto con las £ 1,000 otorgadas al ganador viene una imagen "virtual" de una réplica dorada del jarrón, cuya copia original fue donada por Wedgwood y aún se conserva en su museo.

### Libros por Williams
- Williams, Nigel (1980). «Pottery restoration: An account of spinning technique used in the British Museum». The Conservator (Institute of Conservation) 4 (1): 34-37. doi:10.1080/01410096.1980.9994936.
- Williams, Nigel (1983). Porcelain: Repair and Restoration (1st edición). London: British Museum Publications. ISBN 978-0-7141-8051-9.
- Williams, Nigel (1987). «The Conservation of a Large Clazomenæan Sarcophagus Lid».  En Black, James, ed. Recent Advances in the Conservation and Analysis of Artifacts. London: Summer Schools Press. pp. 87–91. ISBN 978-0-9512429-0-2.
- Williams, Nigel (1988). «Ancient Methods of Repairing Pottery and Porcelain».  En Daniels, Vincent, ed. Early Advances in Conservation. British Museum Occasional Paper 65. London: British Museum. pp. 147-149.
- Williams, Nigel (1989). The Breaking and Remaking of the Portland Vase. London: British Museum Publications. ISBN 978-0-7141-1291-6.
- Williams, Nigel (1992). «The Sutton Hoo Helmet».  En Oddy, William Andrew, ed. The Art of the Conservator. London: British Museum Press. pp. 73-88. ISBN 978-0-7141-2056-0.
- Williams, Nigel; Hogan, Loretta; Bruce-Mitford, Myrtle (2002). Porcelain: Repair and Restoration (2nd edición). Philadelphia: University of Pennsylvania Press. ISBN 978-0-8122-3703-0.

- Datos: Q28078237